# مقاطعة تريب (داكوتا الجنوبية)
تريب (بالإنجليزية: Tripp)‏ هي إحدى مقاطعات ولاية داكوتا الجنوبية في الولايات المتحدة الأمريكية.